# استفان ژرومسکی
استفان ژرومسکی (لهستانی: Stefan Żeromski؛ [ˈstɛfan ʐɛˈrɔmski] ()؛ ۱۴ اکتبر ۱۸۶۴ – ۲۰ نوامبر ۱۹۲۵) نویسنده، رمان‌نویس و نمایشنامه‌نویس اهل لهستان بود.
به وی «وجدان ادبیات لهستان» لقب داده بودند. استفان ژرومسکی ۴ مرتبه نامزد دریافت جایزه نوبل ادبیات گشت.